# Hauwa Ibrahim

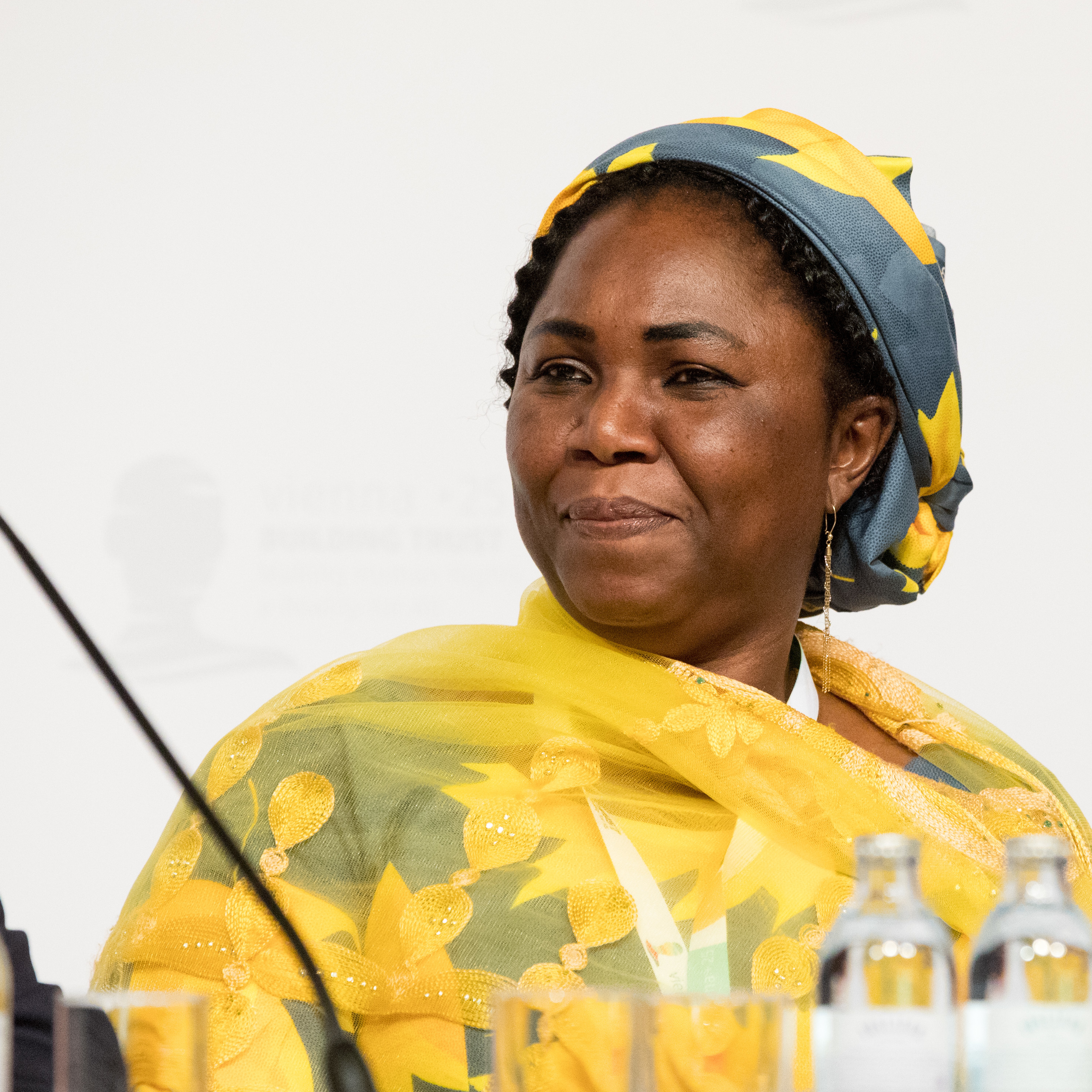
Hauwa Ibrahim – 2018

Hauwa Ibrahim (* 1968 in Nigeria) ist eine nigerianische Rechtsanwältin und Menschenrechtlerin.

## Leben
Die Tochter eines islamischen Mullahs sollte im Alter von zwölf Jahren die Schule verlassen und verheiratet werden. Sie widersetzte sich dem Wunsch ihrer Familie und studierte Rechtswissenschaft. Anschließend arbeitete sie bis 1996 im Justizministerium des Bundesstaates Bauchi in Nordnigeria. Die Einführung der Schari'a in den nördlichen Provinzen Nigerias 1999 veranlasste sie, als Verteidigerin zu arbeiten. Sie übernahm pro bono zahlreiche Mandate für Personen, die von der Hadd-Strafe bedroht waren, was ihr internationale Bekanntheit eintrug. Unter anderem verteidigte sie Amina Lawal und Safiya Hussaini erfolgreich.

## Auszeichnungen
- 2004: Margaret Brent Women Lawyers of Achievement Award der American Bar Association[1]
- 2005: Ritter des Verdienstordens der Italienischen Republik[2]
- 2005: Sacharow-Preis des Europäischen Parlaments
- 2006: Ehrenbürgerin der Stadt Paris[3]
- 2006/2007: Gastprofessur an der Saint Louis University School of Law
- 2010: Ehrendoktorwürde der Universität Oldenburg[4]